# 하마사카정
하마사카정(浜坂町)은 효고현 최북서단에 존재했던 후타카타군·미카타군의 정이다 . 현재의 신온센정에 해당한다.
2005년 10월 1일에 온센정과 합병해 신온센정이 되었기 때문에 소멸하였다.

## 역사
- 1889년 4월 1일 - 정촌제 시행으로, 후타카타군 히가시하마촌(東浜村)이 성립하였다.
- 1891년 12월 11일 - 히가시하마촌이 정으로 승격과 개칭으로 하마사카정(浜坂町)이 되었다
- 1896년 4월 1일 - 미카타군 소속으로 변경.
- 1954년 10월 1일 - 오바촌·니시하마촌과 합병해 새로운 하마사카정이 성립하였다.
- 2005년 10월 1일 - 온센정과 합병하여 신온센정이 성립하였다. 동일 하마사카정은 폐지.

## 교통

### 철도
- 서일본 여객철도 산인 본선

### 도로
- 국도 178호선